# Leionotacris beshamensis
Leionotacris beshamensis är en insektsart som beskrevs av Sultana och Wagan 2003. Leionotacris beshamensis ingår i släktet Leionotacris och familjen gräshoppor. Inga underarter finns listade i Catalogue of Life.